# Nykteus
Nykteus (altgriechisch Νυκτεύς Nykteús) ist in der griechischen Mythologie ein König von Theben.

## Genealogie
Die Bibliotheke des Apollodor macht zwei verschiedene Angaben zur Abkunft des Nykteus, einmal nennt er Chthonios, einen Sparten als Vater, ein anderes Mal bezeichnet er ihn als Sohn des Hyrieus und der Klonia. Andere geben Poseidon und Kelaino als Eltern an. Sein Bruder war Lykos.
Nykteus war mit Polyxo verheiratet und hatte zwei Töchter, Nykteis und Antiope. Asios von Samos bezeichnete die Nymphe Kallisto als Tochter des Nykteus.

## Regierung von Theben
Nykteis heiratete Polydoros, den König von Theben. Als Polydoros starb, war sein Sohn Labdakos noch unmündig und Nykteus übernahm als Vormund die Regierungsgeschäfte. Seine schöne Tochter Antiope war von Zeus schwanger und aus Angst vor ihrem Vater floh sie nach Sikyon und heiratete dort den König Epopeus. Wegen dieser Schmach nahm sich Nykteus das Leben, nachdem er seinem Bruder und Nachfolger Lykos den Auftrag erteilt hatte, Antiope zurückzuholen. Lykos eroberte Sikyon, tötete Epopeus und führte Antiope heim.
Nach anderer Quelle wurde Antiope von Epopeus entführt und deshalb führte Nykteus gegen Sikyon Krieg. Im Kampf wurden sowohl Nykteus als auch Epopeus so stark verwundet, dass sie bald darauf starben. Nykteus bat seinen Bruder, Sikyon zu erobern und Antiope zu befreien. Dazu kam es jedoch nicht, denn Lamedon, der Nachfolger des Epopeus, lieferte Antiope freiwillig aus.